# Lillhaga
Lillhaga is een plaats in de gemeente Ljusdal in het landschap Hälsingland en de provincie Gävleborgs län in Zweden. De plaats heeft 371 inwoners (2005) en een oppervlakte van 46 hectare.